# Arizona (film, 1940)
Pour les articles homonymes, voir Arizona (homonymie).
Pour plus de détails, voir Fiche technique et Distribution.
Arizona est un film américain réalisé par Wesley Ruggles en 1940.

## Synopsis
L'Arizona en 1860, dans la petite ville en construction de Tucson : un nouveau convoi de pionniers arrive, mené par Peter Muncie. Celui-ci fait la connaissance de Phoebe Titus, une « maîtresse femme » qui s'associe avec le commerçant Solomon Warner, pour créer une entreprise de convoyage des marchandises, afin de contrecarrer celle de Lazarus Ward qui pratique des tarifs trop élevés. Un nouveau venu, le « dandy » Jefferson Carteret, impose à Ward une association et s'allie avec une tribu d'Apaches pour attaquer les convois de la jeune femme. Mais celle-ci peut compter sur l'aide de Muncie qui s'est épris d'elle...

## Fiche technique
- Titre original : Arizona
- Titre français : Arizona
- Réalisateur et producteur : Wesley Ruggles
- Compagnie de production : Columbia Pictures
- Scénario : Claude Binyon, d'après une histoire de Clarence Budington Kelland (en)
- Assistant réalisateur : Earl Bellamy et Sam Nelson
- Photographie : Joseph Walker (intérieurs), Harry Hallenberger (en) et Fayte M. Browne (extérieurs)
- Montage : Otto Meyer (en) et William A. Lyon
- Directeur artistique : Lionel Banks, assisté de Robert Peterson (en)
- Décors de plateau : Frank Tuttle
- Costumes de Jean Arthur : Robert Kalloch
- Musique : Victor Young
- Genre : Western
- Format : Noir et blanc
- Durée : 125 minutes
- Dates de sortie : 
  - États-Unis : 25 décembre 1940
  - France : 22 février 1947

## Distribution
Les VF indiquées ci-dessous proviennent du redoublage effectué dans les années 2000.
- Jean Arthur (VF : Stéphanie Lafforgue) : Phoebe Titus
- William Holden (VF : Xavier Fagnon) : Peter Muncie
- Warren William (VF : Jean-Luc Kayser) : Jefferson Carteret
- Porter Hall (VF : Jean-Michel Farcy) : Lazarus Ward
- Edgar Buchanan (VF : Jo Doumerg): Le juge Bogardus
- Paul Harvey (VF : Philippe Catoire) : Solomon Warner
- George Chandler : Haley
- Byron Foulger : Pete Kitchen
- Regis Toomey : Grant Oury
- Paul Lopez : Estevan Ochoa
- Colin Tapley : Bart Massey
- Uvaldo Varela : Hilario Callego
- Earl Crawford : Joe Briggs
- Griff Barnett : Sam Hughes
- Ludwig Hardt (de) : Meyer
- Pat Moriarity : Terry
- Frank Darien (en) : Joe
- Syd Saylor : Timmins
- Wade Crosby : Longstreet
- Frank Hill : Mano
- Nina Campana : Teresa
- Addison Richards : Le capitaine Hunter
- Walter Sande : Le lieutenant Chapin
- Frank Brownlee : Paul Weaver

Acteurs non crédités
- Iron Eyes Cody : Un indien
- Merrill McCormick : un client du saloon